# Karl Dorfmeister
Karl Dorfmeister (* 9. August 1876 in Wien; † 10. Dezember 1955 ebenda) war ein österreichischer Architekt.

## Leben
Karl Dorfmeister war der Sohn des Bildhauers Franz Dorfmeister. Er besuchte die Werkmeisterschule in der Staatsgewerbeschule in Wien, die er 1896 abschloss. Von 1901 bis 1903 studierte er an der Akademie der bildenden Künste Wien bei Otto Wagner. 1903 erhielt er den Rompreis, ein Staatsreisestipendium. Bauten von Dorfmeister sind erst aus den 1920er Jahren in Wien bekannt.

## Leistung
Karl Dorfmeister war als Otto Wagner-Schüler ein großes Talent, der bemerkenswerte Schülerarbeiten und Entwürfe hinterließ. Als Architekt konnte er sich aber nur schwer durchsetzen, wobei offenbleibt, ob es ihm einfach nicht gelang, Aufträge zu akquirieren, oder ob er sich in seiner künstlerischen Freiheit nicht einschränken lassen wollte. So existieren nur wenige Bauten von ihm. Es handelt sich dabei um soziale Wohnbauten der Gemeinde Wien, die dem typischen Wiener Gemeindebaustil entsprechen.

## Werke
- Wohnhausanlage Professor-Jodl-Hof, Wien 19 (1925–26) gemeinsam mit Rudolf Frass und Rudolf Perco
- Wohnhausanlage Am Wienerberg, Wien 12 (1926–27) gemeinsam mit Rudolf Frass und Rudolf Perco
- Wohnhausanlage Steudelgasse 40, Wien 10 (1930–31)